# Eckelshausener Musiktage

Die Eckelshausener Musiktage sind ein jährlich im Mai und Juni stattfindendes internationales Kammermusikfestival in Eckelshausen im Hessischen Hinterland. Erstmals ausgerichtet 1987 von der Gründerin Annemarie Gottfried-Frost, liegt die künstlerische Leitung der 10-tägigen Veranstaltung mittlerweile bei dem renommierten Cellisten Julius Berger.

## Künstler
Nationale und internationale Künstler und Gruppen, wie zum Beispiel die Philharmonia Schrammeln der Wiener Philharmoniker, die Wiener Sängerknaben, die  Kammerakademie Potsdam, Christian Altenburger, Gunther Rost, das koreanische Suwon Philharmonic Orchestra, das Duo Tal Groethuysen, Ib Hausmann, Norman Shetler, Puppet Players, Gilead Mishory, Alina Pogostkina, Martin Stadtfeld, Vogler-Quartett und das Ensemble für frühe Musik Augsburg treten bei dem Festival auf.

## Veranstaltungsorte
Festspielorte sind neben dem Schartenhof der Glaspavillon der Firma Velte und die Kirche in Eckelshausen, das Atrium der Roth-Werke in Buchenau, das Schloss Wittgenstein in Bad Laasphe, die alte Aula im Rathaus in Biedenkopf, die Stiftskirche in Wetter, die Klosterkirche in Caldern und die Martinskirche in Dautphe.

## Motto
Jedes Jahr bestimmt ein anderes Motto das Festival-Thema:
- - 1998 12. EM 50 Jahre Israel
  - 1999 13. EM Meister und ihre Meisterstudenten
  - 2000 14. EM Verbunden durch Musik
  - 2001 15. EM Zeit und Ewigkeit
  - 2002 16. EM Märchen in der Musik
  - 2003 17. EM Inspiration Italien
  - 2004 18. EM Natur und Musik
  - 2005 19. EM Europa
  - 2006 20. EM Wolfgang Amadeus Mozart
  - 2007 21. EM Schubertiade
  - 2008 22. EM Alpha und Omega
  - 2009 23. EM Volksweisen
  - 2010 24. EM Romantik
  - 2011 25. EM Wien
  - 2012 26. EM Königsmusik
  - 2013 27. EM Dialog
  - 2014 28. EM Edelsteine
  - 2015 29. EM Zeitwege
  - 2016 30. EM Menschlichkeit
  - 2018 31. EM Sommernachtstraum
  - 2019 Intermezzo "Cameristi della Scala"
  - 2020 EM Inspiration Beethoven (coronabedingt abgesagt)
  - 2022 32. EM Phoenix
  - 2023 33. EM Intermezzo appassionato
  - 2024 34. EM Dona Nobis Pacem